# Violet Trefusis

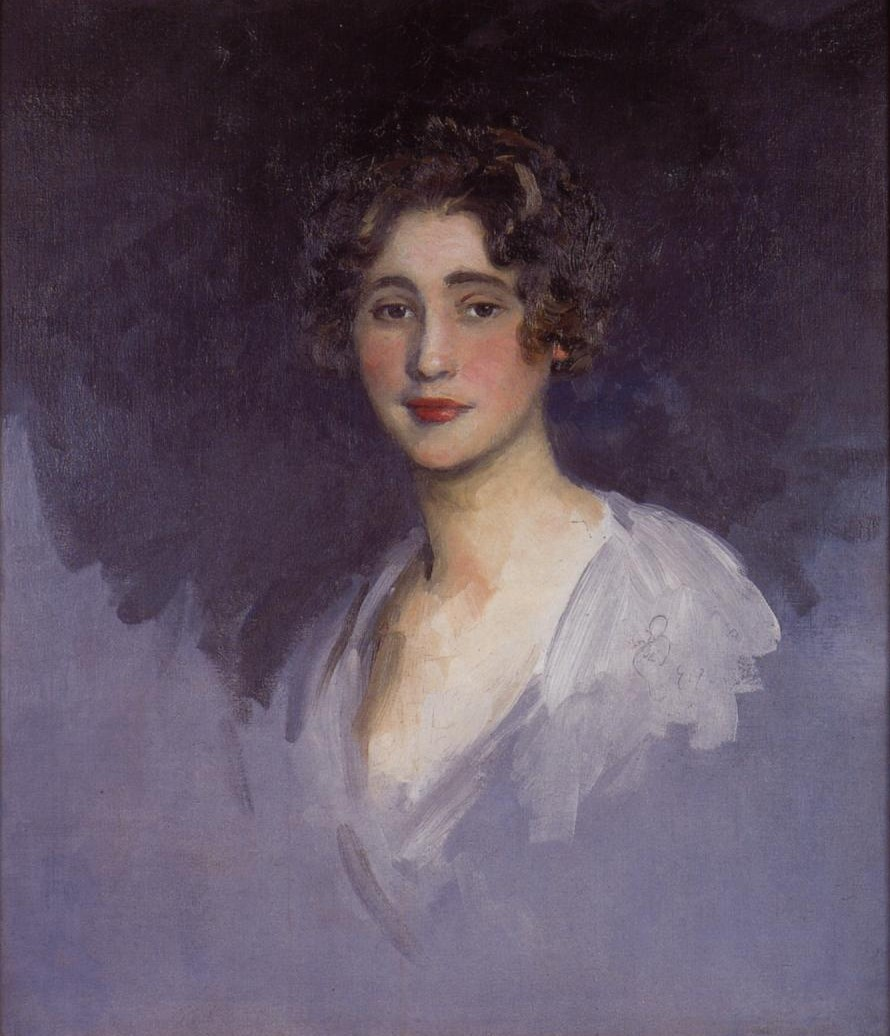
Violet Keppel, 1919, von William Bruce Ellis Ranken

Violet Trefusis, geborene Keppel, (* 6. Juni 1894 in London; † 29. Februar 1972 in Florenz) war eine britische Schriftstellerin. Bekannt wurde sie unter anderem durch ihre Beziehung zu Vita Sackville-West, die später Virginia Woolf als Vorlage für ihren Roman Orlando diente.

## Leben

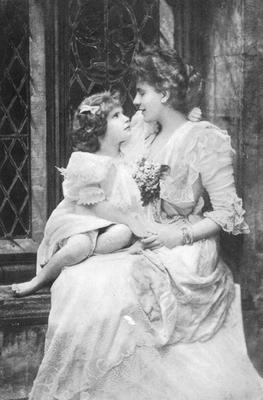
Violet mit ihrer Mutter, um 1899

Violet Keppel wuchs als Tochter von Alice Keppel und Sir George Keppel am Portman Square in London auf. Angeblich handelte es sich bei dem leiblichen Vater ihrer jüngeren Schwester Sonia Rosemary um König Edward. 1918 vertiefte sich ihre Bekanntschaft mit Vita Sackville-West (1892–1962), die sie bereits aus Kindertagen kannte, hin zu einer tiefen Liebesbeziehung. Mehrmals brannten die beiden Frauen gemeinsam nach Frankreich durch. Um sich in Hotels einmieten zu können, verkleidete sich Vita als Soldat. Die zur damaligen Zeit skandalöse Beziehung zu dieser hochadeligen Schriftstellerin und Gärtnerin (Sissinghurst Castle) ist in den veröffentlichten Schriftwechseln und der von Nigel Nicolson veröffentlichten Biografie weitgehend dokumentiert, ebenso in Vitas Buch Challenge, das sie gemeinsam mit Violet zu schreiben begann.

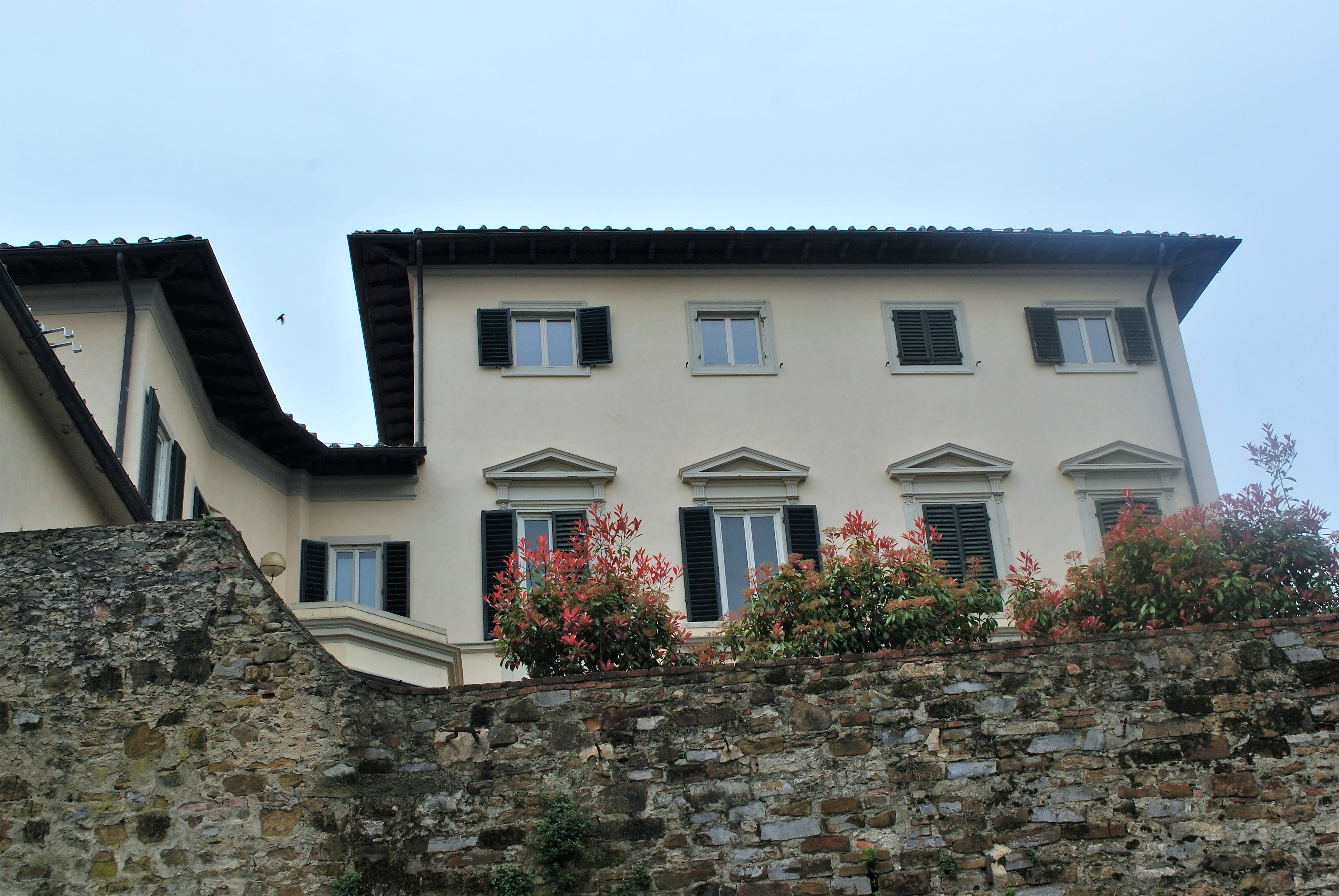
Villa dell’ Ombrellino, Florenz

Am 16. Juni 1919 heiratete Violet Keppel – mehr oder weniger freiwillig, um ihren Ruf in der Gesellschaft nicht zu gefährden – den Berufssoldaten Denys Robert Trefusis, der 1929 im Alter von 39 Jahren starb. Während des Zweiten Weltkrieges arbeitete sie in Diensten der Französischen Armee in London, wofür sie nach dem Krieg den Orden der französischen Ehrenlegion erhielt. Von 1923 bis zu deren Tod 1943 war ihre Lebensgefährtin die Mäzenin Winnaretta Singer. Ab 1947 lebte Violet Trefusis bis zu ihrem Tod in Florenz in Italien. Sie starb 1972 in ihrer Villa dell’ Ombrellino in Florenz.

## Veröffentlichungen
- Trunken von Deiner Schönheit: Violet Trefusis an Vita Sackville-West (Briefe 1910–1921). Ullstein (1995), ISBN 3-548-30363-3.
- Ringlein, Ringlein, du musst wandern (Roman). Ullstein (1988), ISBN 3-548-30202-5.
- Das Erscheinen der Anne Lindell (Roman). BoD (1999), ISBN 3-89811-007-9 / Originaltitel: Broderie Anglaise, Plon, Paris (1935)

## Verfilmungen
- 1990 wurde das Buch Porträt einer Ehe durch Penelope Mortimer als 4-teilige Fernsehreihe für die BBC umgesetzt mit Janet McTeer als Vita und Cathryn Harrison als Violet. Diese Reihe gewann 1991 in drei Kategorien bei den British Academy Television Awards (Kostüm, Szenenbild, Schnitt), die Kategorie Kostümdesign war nominiert. Der Grand Prize des Banff World Television Festival ging 1991 ebenfalls an diese Filmreihe.